# هاتمات
هاتمات (به فرانسوی: Hattmatt) یک کمون در فرانسه با جمعیت ۶۴۱ نفر است که در Canton of Saverne واقع شده‌است.